# Pedro Ponce de León
Pour les articles homonymes, voir Ponce de León.
Pedro Ponce de León (1520-1584) est un moine bénédictin espagnol qui est souvent considéré comme étant le « premier professeur pour les sourds ».

## Biographie

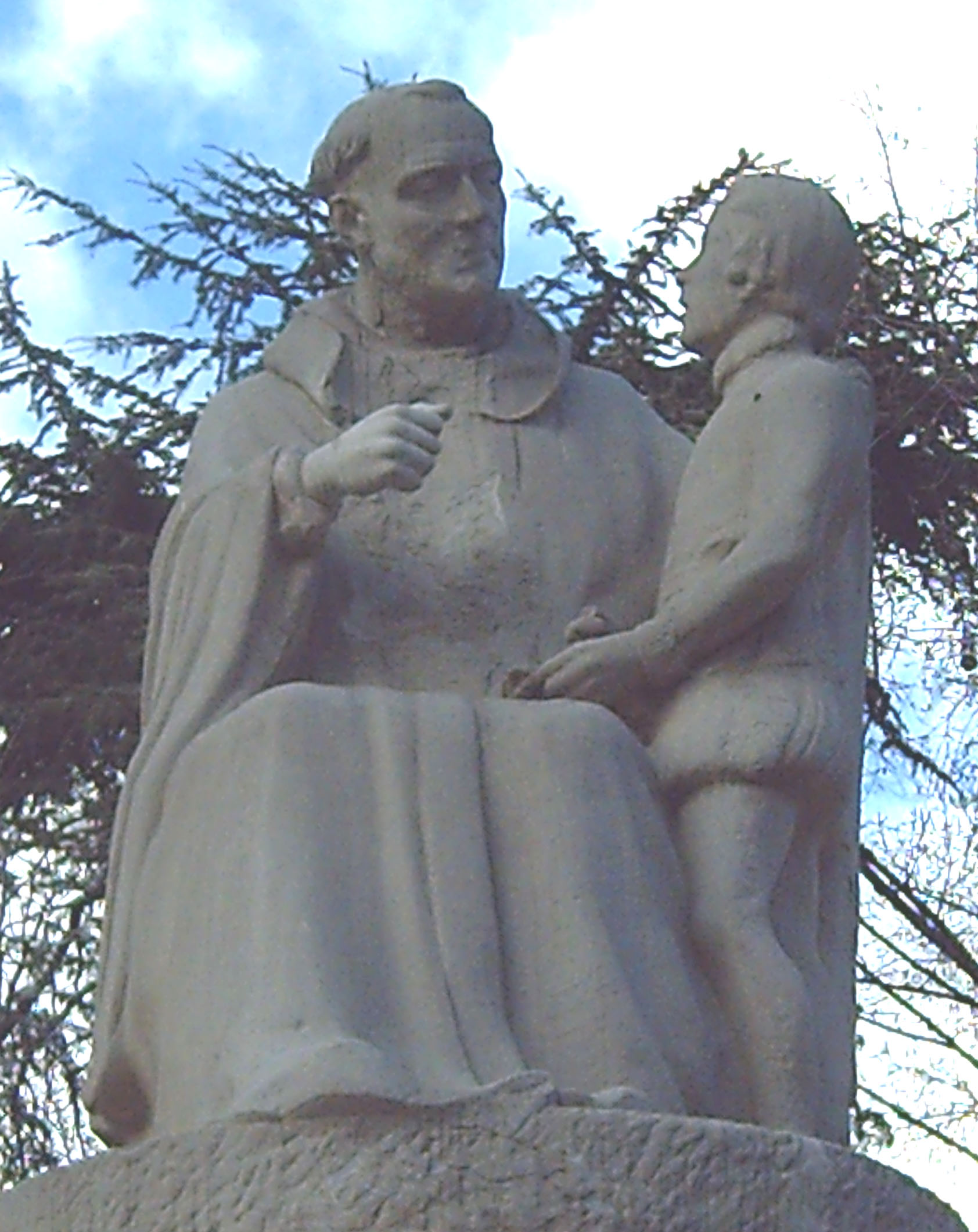
Ponce de León enseignant à un élève. Monument dans le parc du Retiro à Madrid.

Selon l'historien Dominic W. Stiles, l'année de sa date de naissance, 1520, est une erreur, et celle-ci ne serait pas connue. Pedro Ponce de León est un descendant de la lignée des Ponce de Léon. Il prononce ses vœux au monastère San Salvador (en) à Oña en 1526.
Il fonde une école pour les sourds au monastère San Salvador (en), à Oña. Ses élèves sont presque tous des enfants de l'aristocratie aisée espagnole, qui peut s'offrir ce tutorat privé. Son travail avec les enfants sourds se centre sur l'apprentissage d'une expression orale compréhensible. Il apprend aussi aux enfants à écrire et à s'exprimer par des gestes simples. Sa méthode inclut la dactylologie, l'écriture et la parole. Il sembleraît qu'il fait usage d'un alphabet manuel permettant à ses étudiants d'épeler n'importe quel mot, ainsi que de signes conventionnalisés, d'après quelques indications dans des écrits de Juan de Pablo Bonet. Certains chercheurs modernes suspectent que cet alphabet soit basé, en partie ou en totalité, sur de simples gestes de mains utilisés par les moines ayant fait vœu de silence.
Le travail de Ponce avec les sourds n'était pas considéré par ses contemporains, la plupart des Européens pensant à l'époque qu'on ne pouvait pas éduquer les sourds. Beaucoup de laïcs pensaient même que les sourds étaient trop simples d'esprit pour obtenir leur salut, dans le sens chrétien du terme.
L'auteur bénédictin Gaspar de Burgos était un élève de Ponce de Léon,.

### Source bibliographique
- (en) Marilyn Daniels, Benedictine Roots in the Development of Deaf Education : Listening With the Heart, Greenwood Publishing Group, 1997, 137 p. (ISBN 0-89789-500-2 et 9780897895002, présentation en ligne, lire en ligne).